# Steigra
Steigra é um município da Alemanha, situado no distrito de Saale, no estado de Saxônia-Anhalt. Tem 29,65 km² de área, e sua população em 2019 foi estimada em 1.130 habitantes.